# Defenestrație
Defenestrația (denumită și defenestrare) este acțiunea de a arunca ori a împinge o persoană pe fereastră. Cuvântul derivă din franceza veche fenestre, din latină fenestra, în italiană finestra și germană Fenster.
Termenul a luat naștere în timpul unui incident în Castelul din Praga în anul 1618. Deși defenestrația poate fi fatală din cauza înălțimii ferestrei prin care este aruncată persoana sau din cauza rănilor provocate de geamul spart, acțiunea defenestrației nu poartă intenția sau rezultatul morții.

## Istoric
Defenestrația era un mod ușor și eficace de a lua viața cuiva. Practica defenestrației a fost analizată în special de Hipocrate. 
Pentru spartani era un mijloc de a ucide noii născuți atinși de rahitism sau de malformații congenitale. Romanii executau acest act de pe înălțimea Stâncii Tarpeiene (35 metri) pentru crimele politice; Marcus Manlius Capitolinus a fost condamnat la moarte și executat astfel.
În Evul mediu această practică a căzut în desuetudine, în favoarea unor pedepse și mai crude.
Defenestrația a revenit în actualitate în anul 1618, când consilierii imperiali Wilhelm Grav Slavata (1572–1652) și Jaroslav Borzita Graf Von Martinicz (1582–1649) au fost aruncați pe ferestrele Castelului din Praga. Cei doi au scăpat cu viață, dar defenestrația de la Praga a marcat începutul Războiului de Treizeci de Ani.
La 27 iulie 1794 Maximilien de Robespierre a supraviețuit unei defenestrații, în ajunul execuției sale.
Defenestrațiile pot fi adesea rezultatul unor crime, dar și a unor sinucideri. Astfel de sinucideri sunt cel mai adesea practicate în marile orașe, în care există multe clădiri înalte, dar și în zonele montane, în abrupturi și prăpăstii.